# Могила неизвестного солдата (Париж)
Могила неизвестного солдата (фр. Tombe du Soldat inconnu), павшего во время Первой мировой войны, находится под сводами Триумфальной арки на площади Шарля де Голля в Париже.

## Захоронение
В ходе Первой мировой войны, за 1914—1918 годы, Франция потеряла 1,4 миллиона солдат. Из этого числа около 300 тысяч были признаны убитыми, но их останки никогда не были возвращены семьям и место их захоронения неизвестно. Ещё 350 тысяч французских военнослужащих пропали без вести. Индивидуальные солдатские могилы появились только в 1915 году, тогда как до этого солдат хоронили в братских могилах; при гибели под артобстрелами часто терялись индивидуальные опознавательные жетоны, после чего останки разорванного взрывом тела могли не поддаваться опознанию.
Уже в 1916 году была выдвинута идея об увековечении памяти всех неопознанных погибших и пропавших без вести путём символического захоронения безымянного солдатского тела. Эту идею в частности озвучил Франсуа Симон, президент организации Souvenir français, в ведении которой было создание военных мемориалов. Симон предлагал захоронить тело Неизвестного солдата во французском Пантеоне. В ноябре 1918 года депутат парламента Морис Монури инициировал обсуждение законопроекта о создании мемориала Неизвестному солдату. Идея была активно поддержана Шарлем Моррасом, создателем движения «Французское действие», и к осени 1920 года широкая общественная кампания привела к решению о реализации этого проекта. При этом в правых кругах отвергали идею о захоронении тела Неизвестного солдата в Пантеоне, который был символом французского республиканизма, и в качестве альтернативы было предложено место у подножия Триумфальной арки — как символа победы, которую Неизвестный солдат принёс стране. В результате было решено, что захоронение праха состоится у Триумфальной арки 11 ноября 1920 года, в годовщину Компьенского перемирия. Одновременно шли приготовления к аналогичной церемонии в Великобритании, где прах Неизвестного солдата должен был упокоиться в Вестминстерском аббатстве в Лондоне.

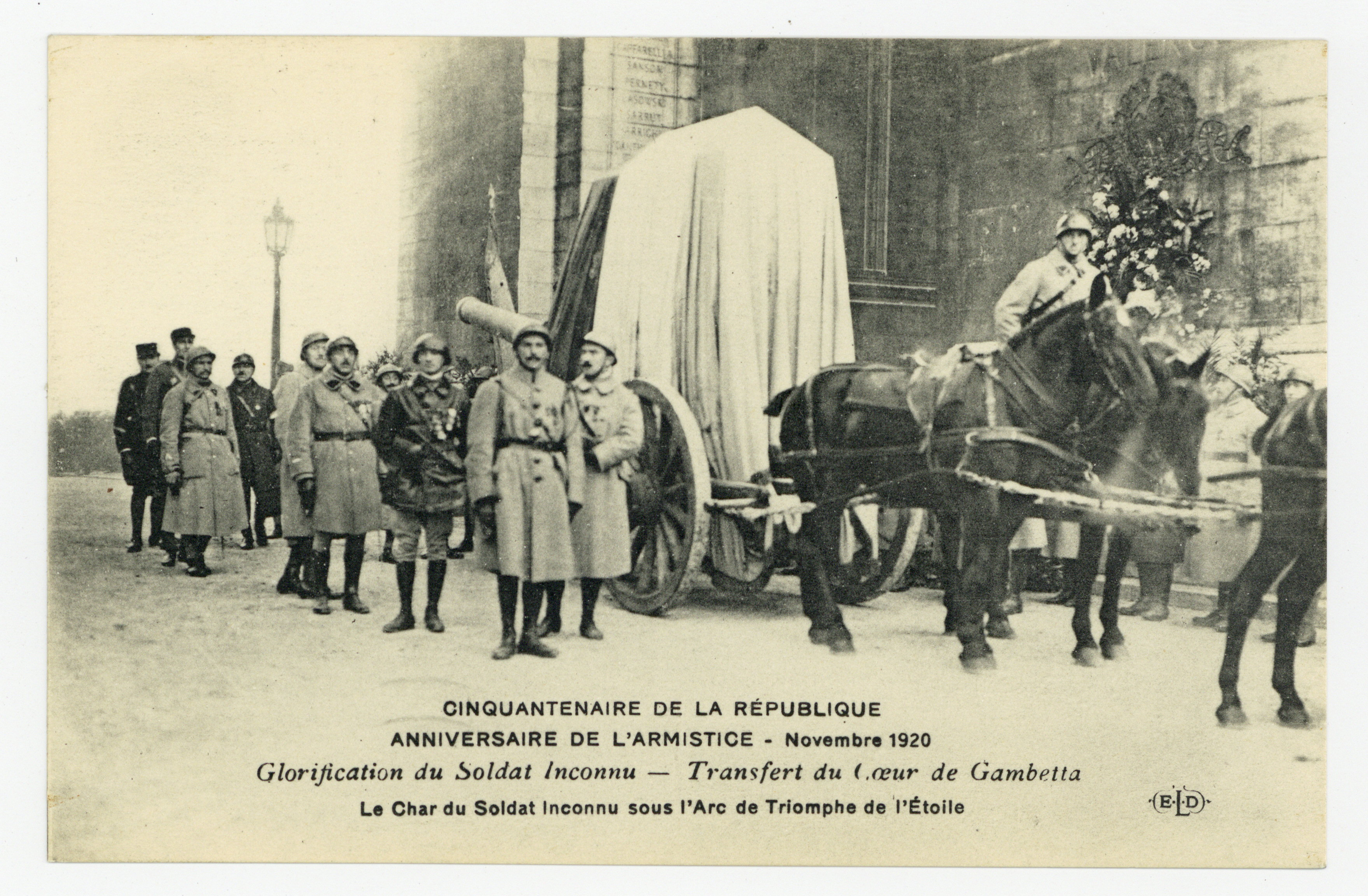
Торжественный провоз тела Неизвестного солдата перед погребением

Министр пенсий и военных выплат Андре Мажино обратился к командующим девятью секторами Западного фронта с просьбой эксгумировать по одному телу солдата, несомненно принадлежавшего к французским вооружённым силам, но не опознанного по имени; эти тела должны были быть доставлены в Верденскую цитадель, где из них следовало выбрать одно, предназначенное для захоронения. К 9 ноября было доставлено восемь тел: один из секторов не смог сделать свой выбор из-за сомнений в принадлежности к французским войскам. 10 ноября капрал 132-го пехотного полка Огюст Тен (фр. August Thin) выбрал из восьми гробов один, на который возложил выданный ему букет цветов. Выбранное тело ночью на 11 ноября было доставлено в Париж и днём провезено по его улицам мимо Пантеона к Триумфальной арке на лафете 155-мм орудия. Торжественное погребение под Триумфальной аркой состоялось 28 января 1921 года. Остальные семь тел, доставленных в Верденскую цитадель, захоронены на национальном военном кладбище Фобур-Паве близ Вердена. Место их захоронения известно как площадь Семи неизвестных.

## Вечный огонь и оформление могилы

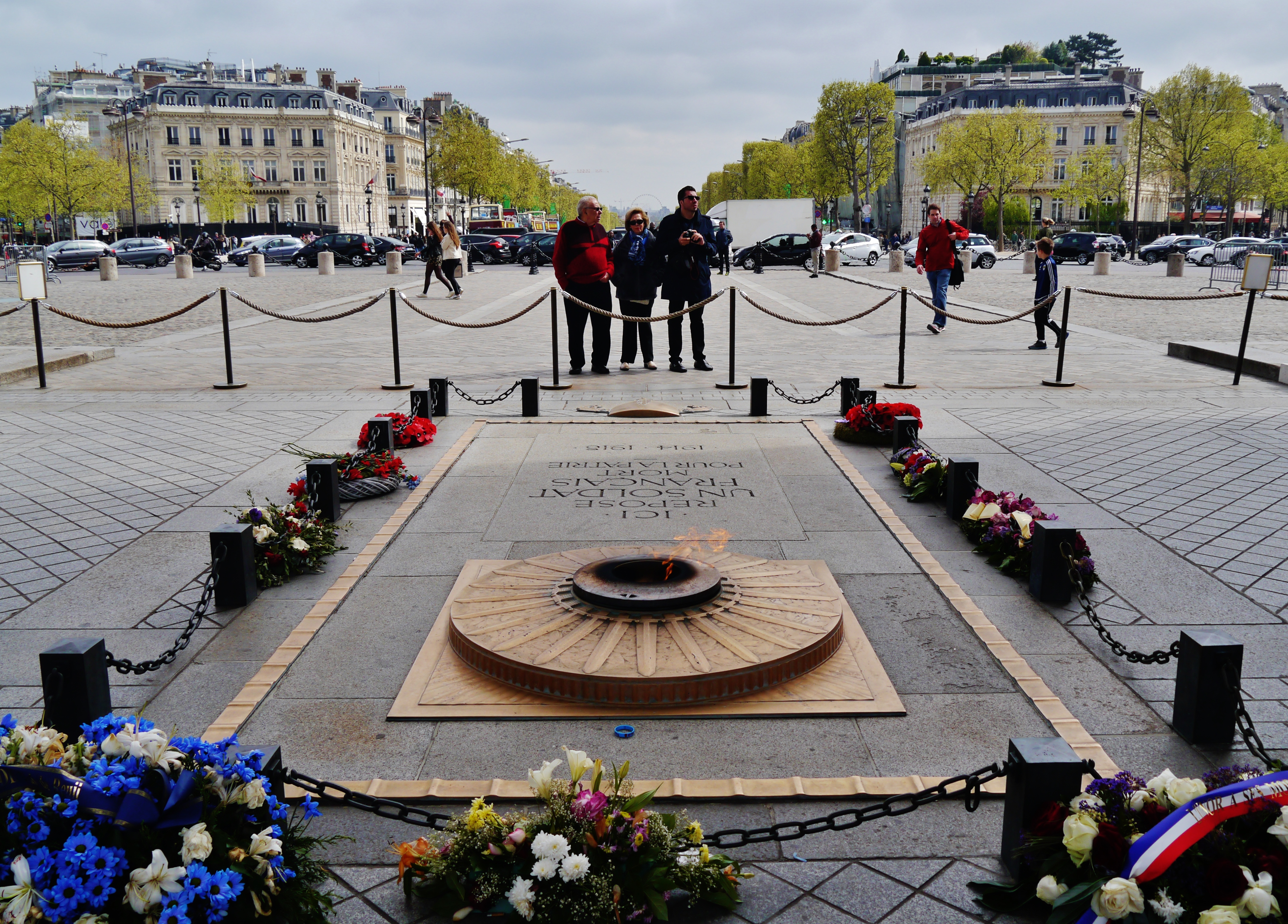
Вечный огонь на могиле Неизвестного солдата

Уже в 1921 году скульптор Грегуар Кальве предложил каждый вечер зажигать у могилы Неизвестного солдата огонь, чтобы она оставалась освещённой и ночью. В 1923 году эта идея была развита журналистом Габриэлем Буасси, выдвинувшим предложение об установлении на военных кладбищах и мемориалах традиции вечного огня. У Триумфальной арки в Париже вечный огонь был зажжён в очередную годовщину Компьенского перемирия — 11 ноября 1923 года. Первую церемонию возжигания вечного огня провёл Мажино, к этому времени ставший военным министром. В 1926 году была основана Ассоциация огня под Триумфальной аркой, ставшая первой из ветеранских ассоциаций, поддерживающих традицию вечного огня у могилы Неизвестного солдата. В начале XXI века число таких организаций достигает 150, и их члены зажигают огонь каждый вечер в порядке очерёдности.
Вечный огонь у могилы Неизвестного солдата в Париже представляет собой архитектурный проект Анри Фавье, который был воплощён в жизнь Эдгаром Брандтом; вечный огонь горит над устремлённым в небо орудийным дулом, которое обрамлено выпуклым бронзовым щитом. От дула к краям щита радиально расходятся барельефные мечи.
Вечный огонь вписан в ансамбль могилы, представляющий собой вытянутую гранитную плиту, по контуру которой размещены чёрные металлические столбики, соединённые цепями. Позднее у подножия могилы был размещён бронзовый щит, пожертвованный Дуайтом Эйзенхауэром во время пребывания на посту Верховного главнокомандующего экспедиционными силами союзников. На щите выгравирована дата освобождения Парижа — 25 августа 1944 года.
Надпись на могиле Неизвестного солдата:
ICI
REPOSE
UN SOLDAT
FRANÇAIS
MORT
POUR LA PATRIE

Здесь покоится французский солдат, отдавший жизнь за Родину
1914 • 1918

## Отражение в культуре
Образ парижской могилы вдохновил Осипа Мандельштама на «Стихи о неизвестном солдате» (1937).